# 다이올

에틸렌 글라이콜

벤젠다이올

다이올(diol, 디올)은 두 개의 하이드록시기(-OH 그룹)을 포함하고 있는 화합물이다. 지방족 다이올은 글라이콜(glycol)이라고도 한다.

## 같이 보기
- 알코올